# Pljuska u Anagniju
Pljuska u Anagniju naziv je za događaj kojim je bilo naneseno poniženje papi Bonifaciju VIII., 7. rujna 1303. godine u katedrali u Anagniju.
Kraljev kancelar Guillaume de Nogaret poslan je u Italiju kako bi okupio oporbenjake pape Bonifacija te prinudi Papu na ostavku. Zbog velikih ljetnih vrućina u Rimu, Bonifacije je tada ljetovao u rodnom Anagniju. U kolovozu, na konzistoriju, papa izreče ukor kralju i njegovim savjetnicima iz razloga što pokušavaju sazvati ekumenski koncil.
Papa zatim najavljuje za 8. rujna 1303. bulu Super Petri solio (»Na Petrovu prijestolju«) kojom je želio kralja i njegove savjetnike izopćiti iz Crkve. Dan uoči blagdana Male Gospe, Nogaret zajedno s Sciarrom Colonnom i drugim gibelinima je došao pred dvorac Caetani u kojem se nalazio Papa.
Sciarra se uspio probiti u Papinu dvoranu gdje je od Pape zatražio odreknuće, što mu je Papa odbio. Uz to se obično veže i događaj po kojem je Sciarra pljusnuo Papu po licu. Nakon dvodnevnog zarobljeništva stanovnici Anagnija su oslobodili Bonifacija.